# Тинець-Легницький
Тинець-Легницький (пол. Tyniec Legnicki, нім. Groß Tinz) — село в Польщі, у гміні Руя Легницького повіту Нижньосілезького воєводства.
Населення — 246 осіб (2011).
У 1975-1998 роках село належало до Легницького воєводства.

## Демографія
Демографічна структура станом на 31 березня 2011 року:
|          | Загалом | Допрацездатний вік | Працездатний вік | Постпрацездатний вік |
| -------- | ------- | ------------------ | ---------------- | -------------------- |
| Чоловіки | 122     | 23                 | 91               | 8                    |
| Жінки    | 124     | 15                 | 73               | 36                   |
| Разом    | 246     | 38                 | 164              | 44                   |